# 1 Dywizjon Taborów

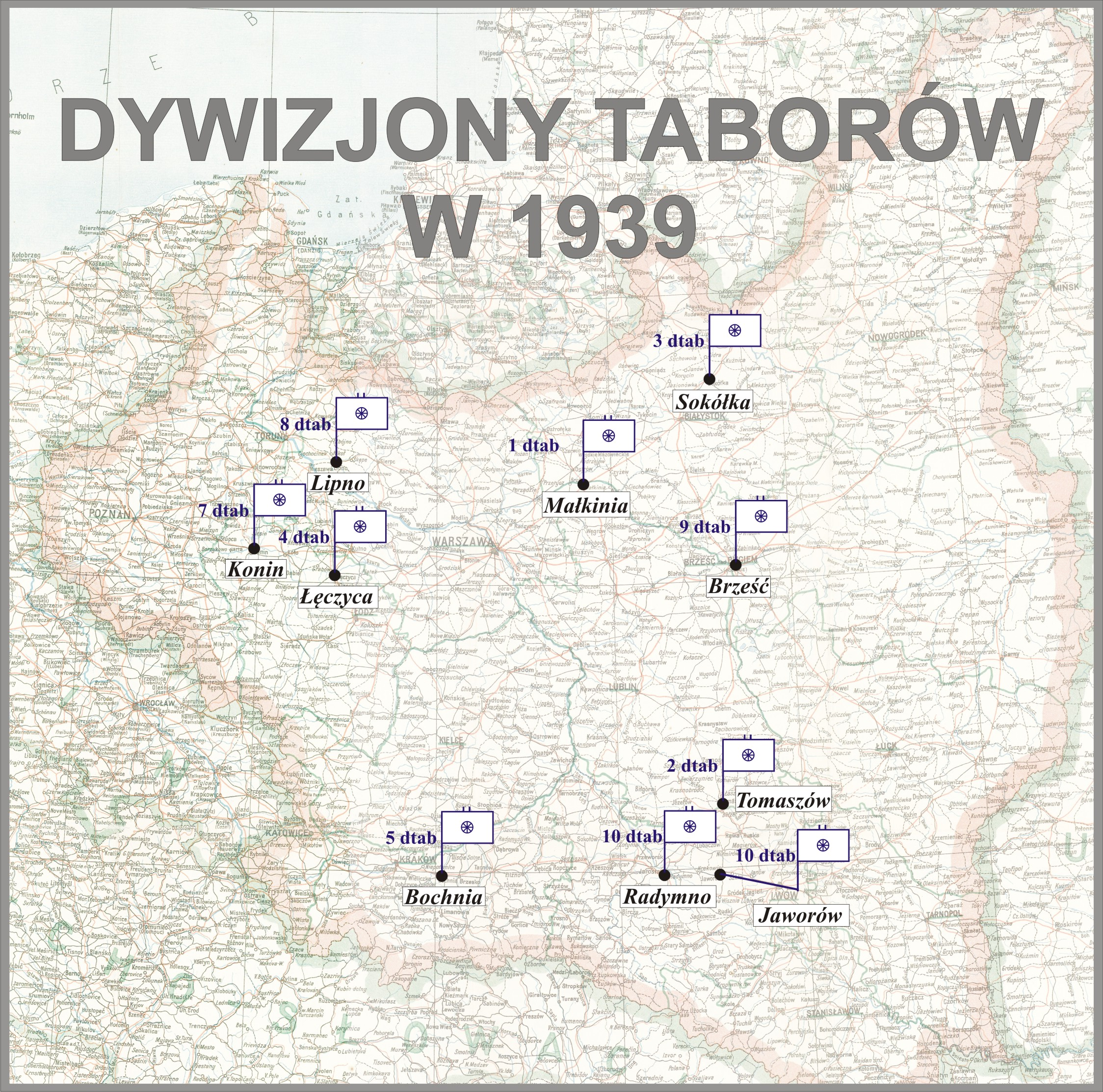
Polskie dywizjony taborów w 1939

1 Dywizjon Taborów – oddział taborów Wojska Polskiego w II Rzeczypospolitej.
W okresie swojego istnienia jednostka przechodziła kilkakrotnie reorganizację. W 1923 dywizjon stacjonował w Warszawie, a w 1939 kadra 1 dywizjonu taborów stacjonowała w Małkini.

## Forowanie i zmiany organizacyjne
W 1923 dywizjon podlegał  Dowództwu Okręgu Korpusu Nr I i stacjonował w Warszawie. Dowódca dywizjonu pełnił jednocześnie funkcję szefa taborów Okręgu Korpusu Nr I.
1 października 1925, w „związku z reorganizacją wojsk taborowych”, dywizjon został przeformowany w „1. Szwadron Taborów”. Jednocześnie zostało utworzone Szefostwo Taborów Dowództwa Okręgu Korpusu Nr I. W lipcu 1926, „w związku z redukcją stanów liczebnych formacji taborowych (rozkaz MSWojsk. Oddz. I Szt. Gen. L. 2579/org. i rozporządzenie wykonawcze Dep. II L. 1600/tab. tjn.)” szwadron został skadrowany.
12 września 1930 roku została wydana „Organizacja taborów na stopie pokojowej. Przepisy służbowe”, a 18 września 1930 roku został wydany rozkaz o wprowadzeniu w życie organizacji formacji taborowych. 1 szwadron taborów został przeformowany w kadrę 1 dywizjonu taborów.
W 1939 kadra 1 dywizjonu taborów stacjonowała w Małkini.

## Struktura organizacyjna
Organizacja dywizjonu w 1923
- dowództwo dywizjonu
- cztery lub pięć szwadronów taborowych[b]
- skład i warsztat taborowy
- kadra szwadronu zapasowego
- Kadra Okręgowego Szpitala Koni nr I w Warszawie[9]
- kolumny przewozowe

## Obsada personalna
Dowódcy dywizjonu i szwadronu oraz komendanci kadry
- płk tab. Witold Płatuski (1923[10] – 1 X 1925 → szef Szefostwa Taborów DOK I[11])
- ppłk tab. Antoni Józef Chocieszyński (1 X 1925[11] – VII 1926 → szef Szefostwa Taborów DOK IV[12])
- mjr tab. Marian Frydrychowicz (VII 1926[12] – VI 1927 → szef Szefostwa Taborów OK VII[13])
- kpt. tab. Marian Czerkawski (VI 1927[14] – 1 IV 1929 → kierownik referatu w Departamencie Intendentury MSWojsk[15])
- mjr tab. Karol Czulak (VI 1930[16] – XII 1932 → szef służby taborowej w Dowództwie KOP[17])
- rtm. / mjr tab. Albin Nowotny (od VI 1933[18])
- kpt. Rafał Narkon (był III 1939)

Zastępcy dowódcy dywizjonu
- mjr tab. Zygmunt Bogusz (1923[19] – 1924 → zastępca dowódcy 9 dtab[20])
- mjr tab. Jan Aleksander Maetschke (XI 1924[21][22] – 1 X 1925 → kadra oficerów taborowych[23])

Kwatermistrzowie
- kpt. tab. Marian Czerkawski (1 X 1925 – VI 1927 → p.o. dowódcy szwadronu)
- kpt. tab. Jan Pawlicki (od VI 1927[13][24])

Obsada personalna kadry 1 dywizjonu taborów w marcu 1939 roku
- komendant kadry – kpt. Rafał Narkon
- oficer mobilizacyjny – kpt. Stefan III Tomaszewski
- oficer administracyjno-materiałowy – por. Józef Ziemian-Ziemiński

### Żołnierze dywizjonu – ofiary zbrodni katyńskiej
Biogramy zamordowanych znajdują się na stronie internetowej Muzeum Katyńskiego
| Nazwisko i imię         | stopień              | zawód          | miejsce pracy przed mobilizacją | zamordowany |
| ----------------------- | -------------------- | -------------- | ------------------------------- | ----------- |
| Chludziński Włodzimierz | podporucznik rezerwy | prawnik        |                                 | Katyń       |
| Mikoszewski Bronisław   | porucznik rezerwy    | inżynier       |                                 | Katyń       |
| Pfeilstecher Zdzisław   | podporucznik rezerwy | urzędnik       |                                 | Katyń       |
| Wilecki Alfred          | major rezerwy        | dziennikarz    | Polska Agencja Prasowa          | Katyń       |
| Bartha Ludwik           | podporucznik rezerwy |                |                                 | Charków     |
| Bukowski Franciszek     | porucznik rezerwy    | kupiec         | (e)                             | Charków     |
| Glinicki Zygmunt        | porucznik rezerwy    | artysta malarz |                                 | Charków     |
| Sawicki Ludomir         | podporucznik rezerwy | nauczyciel     | szkoła powszechna               | Charków     |
| Wacowski Jan            | porucznik rezerwy    |                |                                 | Charków     |